# هاورد جوزيف
هاورد جوزيف (بالإنجليزية: Howard Joseph)‏ (25 أغسطس 1949، كرايستشرش في نيوزيلندا)؛ صحفي وروائي نيوزيلندي.

## روابط خارجية
- هاورد جوزيف عل موقع إسبنسكروم (الإنجليزية)